# Denis de Mélotte d'Envoz
Denis Marie ridder de Mélotte d'Envoz (Luik, 26 november 1780 - Couthuin, 17 mei 1856) was burgemeester van de stad Luik onder het Verenigd Koninkrijk der Nederlanden. Hij stamde uit de adellijke familie De Melotte.

## Levensloop
Mélotte was een zoon van Gisbert de Mélotte, burgemeester van Luik, raadsheer in het prinsbisdom Luik, en van Anne de Nizet.
Hij werd in 1817, onder het Verenigd Koninkrijk der Nederlanden, benoemd tot ridder in de Orde van de Nederlandse Leeuw. Hij werd tevens dat jaar erkend in de erfelijke adel met de titel ridder overdraagbaar op al zijn mannelijke afstammelingen en benoemd in de Ridderschap van de provincie Luik.
Hij was grondeigenaar in Luik en onder het Franse bewind maire (burgemeester) van Couthuin, nu gemeente Héron. Nadat hij in 1817 burgemeester werd van de grootste Waalse stad en curator van de Universiteit van Luik, was hij ook lid van de Provinciale Staten van de provincie Luik. Hij was lid van de Tweede Kamer der Staten Generaal vanaf 19 oktober 1819 tot 18 oktober 1830. Hij was er een van de weinige Zuid-Nederlandse leden die de vraag over de scheiding van Noord en Zuid beantwoordde met "neen".
In februari-maart 1831 was hij betrokken bij een mislukte contrarevolutionaire actie tegen het Voorlopig Bewind met de bedoeling koning Willem I of zijn zoon weer op de Belgische troon te brengen. Zijn huis werd geplunderd door de aanhangers van de Association.
Mélotte trouwde in 1820 met Joséphine de Géradon (1798-1853). Ze hadden een enige dochter Anne-Marie de Mélotte (1821-1878), die trouwde met graaf François Carpentier de Changy (1819-1889).
Deze familietak doofde dan ook uit bij de dood van Denis de Mélotte.